# Hypsiboas punctatus
Espèce
Synonymes
- Calamita punctatus Schneider, 1799
- Hyla punctata (Schneider, 1799)
- Hyla lactea (Schneider, 1799)
- Hyla papillaris Spix, 1824
- Hyla variolosa Spix, 1824
- Hyla rhodoporus Günther, 1869 "1868"
- Hylella pearsei Ruthven, 1922
- Hyla rubeola Cochran & Goin, 1970

Statut de conservation UICN

 LC  : Préoccupation mineure
Hypsiboas punctatus est une espèce d'amphibiens de la famille des Hylidae.

## Répartition
Cette espèce se rencontre jusqu'à 1 400 m d'altitude dans le nord de l'Argentine, en Bolivie, au Brésil, en Colombie, en Équateur, au Guyana, en Guyane, au Paraguay, au Pérou, au Suriname, au Venezuela et à la Trinité,.

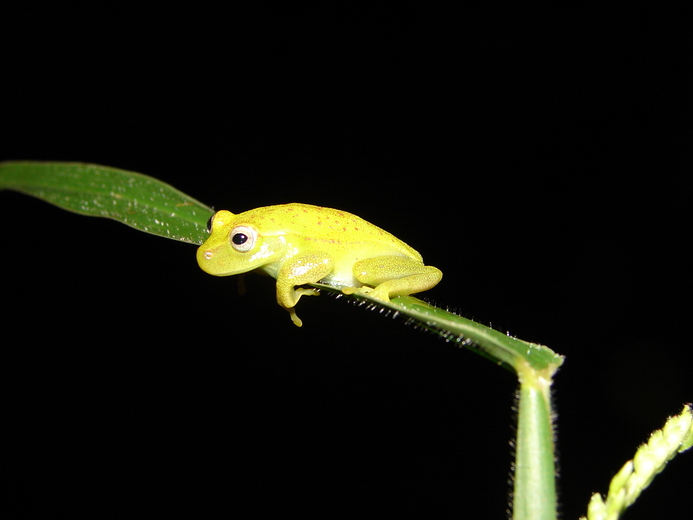
Hypsiboas punctatus

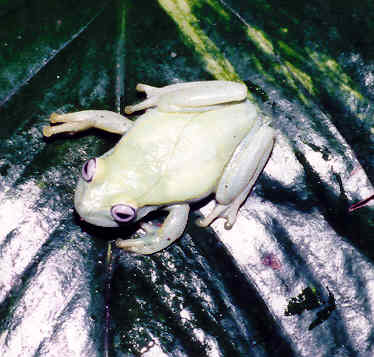
Hypsiboas punctatus

## Publication originale
- Schneider, 1799 : Historiae amphibiorum naturalis et literariae fasciculus primus, vol. 1 (texte intégral).